# Puente Internacional Alamor
El Puente Internacional Alamor es uno de los puentes que permiten el cruce de la frontera entre Ecuador y Perú.

## Descripción
El puente forma parte del Eje Vial 2 que conecta Arenillas en Ecuador y Sullana en Perú, con lo que respecta al puente dicha infraestructura conecta las localidades de Alamor de la provincia de Loja en el suroeste ecuatoriano y El Alamor del departamento de Piura en el norte peruano.
Fue inaugurado a medianos de 2010, su longitud es de 175 metros y su anchura es de 6.10 metros. El puente tuvo un impacto positivo en la economía de la zona, por lo que las políticas de confinamiento debido a la pandemia de COVID-19 tomada por los gobiernos de Quito y Lima afectó notablemente la economía alrededor del puente desde 2020 hasta 2022.
El puente también fue afectado por la crisis migratoria venezolana.